# Rábai Ridovics Ferenc
Rábai Ridovics Ferenc (Szombathely, 1923. március 23. – Budapest, 1993. március 23.) magyar festőművész, restaurátor, az Iparművészeti Főiskola és a Képző- és Iparművészeti Szakközépiskola volt tanára. Idős korában szobrászattal is foglalkozott.

## Élete és munkássága

### Ifjúsága
Ridovics István és Rudolf Anna gyermekeként született. Hatan voltak testvérek, de csak hárman érték meg a felnőtt férfi kort: bátyja, István (a Donnál a kurszki áttörésnél nyoma veszett a 2. világháborúban), öccse, Ridovics László aki szintén festőművész lett és Ferenc. Korán árvaságra jutottak, de édesanyjuk bátyjának felesége, Rudovics Etel magukhoz vette hat gyermekük mellé s felnevelte őket.

### Tanulmányai, életútja
1937-1940 között szobafestő tanoncként dolgozott, majd segéd lett Szombathelyen. 1941-ben Pestre költözött. Bernáth Aurél Akadémia utcai rajzkörébe járt, 1942-1944 között Koffán Károly szabadiskolájában képezte magát, ahol Koffán rajzot és grafikát, Szentiványi Lajos festészetet tanított. A világháború miatt meg kellett szakítania tanulmányait, bevonultatták katonának. A nyugati fronton szolgált 1945-ig, amikor amerikai fogságba került. 1946-ban tért haza Németországból. 
1946-ban beiratkozott a Képzőművészeti Főiskola festő szakára. Berény Róbert, Bernáth Aurél, Domanovszky Endre növendéke volt 1952-ig és Berény tanársegédeként is működött, miközben gyakran megfordult Szentiványi Lajos műtermében is valamint a Dési Huber Népi Kollégium tagja is volt. 1954 és 1958 között az Iparművészeti Főiskolán oktatott. 1955-ben a Bernáth Aurél – Szőnyi István – Ferenczy Béni tanítványai által létrehozott Nagy Balogh Alkotóközösség egyik alapítója. 1958–1962 között a Képző- és Iparművészeti Gimnáziumban tanított, a díszítő-festő szakot vezette. 1962–1968 között restaurátorként dolgozott. Majd 1968-tól egészen a 80-as évekig, nyugdíjazásáig ismét a Képző-és Iparművészeti Gimnáziumban oktatott a díszítő-festő szakon. 50 éves volt még csupán, amikor 1973-ban, elhatalmasodó szembetegsége miatt mindkét szemét szürkehályoggal meg kellett operálni. Idősebb korában Rábai Ridovics Ferenc már kevesebbet dolgozott, festeni nehezen tudott. Kisplasztikákat csinált, formagazdag figurákat mintázott. 1993. március 23-án hunyt el Budapesten.

### Művészete, alkotói világa
A 2. világháború után induló festő nemzedék tagja. A szocialista korszak tematikája, stílusa távol állt tőle, festői karakterétől. A maga útját járta, ezért is nyúlt vissza a festészet belső útján, önfejlődésén gondolkodó, azt értelmező, tovább építő vizuális világhoz. Klasszikus hagyományokon nevelődött, az ahhoz kapcsolódó és azt folytató képi poézis a sajátja. Festészete egy halékszavú, érzékeny, a maga világában és a maga világának élő piktor munkássága. Akár róla is írhatta volna a XX. Század nagyszerű szobrásza, Ferenczy Béni a következő sorokat – az idős mester ismerte és becsülte a művészt, modellt is állt neki – „Egy (…) művésztípus a merengő. Csak a „múzsának” él, ha életkörülményei megengedik, művészi termelését csak egy-egy barátjának mutatja meg -. Maga mond le a sikerről – hiszen művészetének gyakorlása a legnagyobb gyönyörűség számára.”
Olyan festő volt, aki igyekezett kerülni minden harsány hatást témaválasztásainál és a megvalósításnál egyaránt. Jellemzője a realisztikus előadásmód, a festői önmérséklet, a kolorit és a tónus finom egysége. Az ábrázolás keretei között gondolkodott, fogalmazta meg ihletett vizuális-festői érzeteit a látványból kibontva és azt újra értelmezve, összerakva. Töprengő, meditatív, filozofikus alkat volt. Foglalkoztatta a szakma, a mesterség belső problémáinak kérdése is, ezek terepe és szerepe például a lehető legkézenfekvőbb, “elhasznált” témák esetében. „A lét értékhordozó, statikus mozzanatai izgatták, ezt próbálta nyomozni a csendélet rendszerező műfajában.” (Tasnádi Attila). 
Önmagával szembeni igényessége, festői karaktere, elmélkedő hajlama a lassú megvalósulás a többszöri újra kezdés alkotói módszerét inspirálta. A korai művekre inkább a sötétebb színvilág, a tónusok, a fény-árnyékok finom egyensúlya, a formák belső ragyogása jellemző. Az 50-es évek végétől, 60-as évektől koloritja egyre világosabbá válik, a színek feloldódnak a fényben. Nagyobb színfoltokból épül a kompozíció. Olajtemperával, vízzel oldott akvarellkrétával festett műveit visszafogott selymes, matt sugárzás hatja át. A csendélet kedvelt műfaja mellett pszichológiai érzékenységű portrék (Révai Edit, Balerina), melankolikus hangulatot (Ketten a parkban) vagy éppen a munka, az élet örömét sugárzó figurális alkotások (Gyümölcsszedő, Női akt), tájak alkotják művészi ouvrejét.
Ha párhuzamokat, gyökereket keresünk, a nagybányai alkotók, a Gresham-kör festészete s leginkább Bernáth Aurél, Berény Róbert, Szentiványi Lajos és Szőnyi István kiérlelt festői látásmódja, mély humánuma állt hozzá legközelebb.
Hagyatékát rendezve, jegyzetei közül kerültek elő a következő, művészi ars poeticájaként is felfogható sorok: „Meg kellett vénülni ahhoz, hogy rájöjjek: a festészet nem attrakció, nem virtuóz készség és nem tetszetősködés. Nem is hódolat az előző korok mesterei előtt. Az ember életéből egy leheletnyi vacogás, egy mély sóhajtás, melyben benne van az élet öröme, bánata, meg mindene.”

## Kiállításai

### Egyéni
- 1947 Pécs (Orosz Gellértel és Sugár Gyulával)
- 1954 Budapest, Fényes Adolf terem (Ridovics Lászlóval, Vígh Tamással)
- 1961 Budapest, Fényes Adolf terem
- 1973 Szombathely, Derkovits terem
- 1974 Budapest, Ferencvárosi Pincetárlat
- 1994 Budapest, Józsefvárosi Galéria – emlékkiállítás
- 1997 Zebegény, Kenderes Hotel – emlékkiállítás
- 1999 Szombathely, Médium Galéria (Ridovics Lászlóval, Ridovics Péterrel)
- 2001 Cegléd, Toldy Ferenc Kórház – emlékkiállítás
- 2002 Budapest, Ráday Galéria – emlékkiállítás
- 2005 Budapest, Csók István Galéria – emlékkiállítás
- 2010 Marcali, Bernáth Aurél Galéria – emlékkiállítás
- 2013 Budapest, Tető Galéria – emlékkiállítás

### Válogatott csoportos kiállítások
- 1950 Főiskolások kiállítása, Nemzeti Szalon, Budapest
- 1955 6. Magyar Képzőművészeti kiállítás, Műcsarnok, Budapest
- 1957 Tavaszi Tárlat, Műcsarnok, Budapest
- 1958 IV. Országos képzőművészeti kiállítás, Herman Ottó Múzeum, Miskolc • Fiatal Művészek Stúdiója-kiállítás, Hódmezővásárhely • Fiatal Művészek Stúdiója-kiállítás, Ernst Múzeum, Budapest
- 1959 V. Országos Képzőművészeti kiállítás, Herman Ottó Múzeum, Miskolc • 7. Magyar Képzőművészeti kiállítás, Műcsarnok, Budapest
- 1961 Fiatal Művészek Stúdiója 3. kiállítása, Ernst Múzeum, Budapest • Fiatal Művészek Kiállítása, Moszkva
- 1968 Visszavár a vasi föld, Savaria Múzeum, Szombathely
- 1989 Téli Tárlat, Magyar Képzőművészek és Iparművészek Szövetsége, Műcsarnok, Budapest

## Köztéri művei
- sgraffito (1961, Budapest, Fürst S. Gimnázium előcsarnoka)
- sgraffito (1967, Vác, Széchenyi u.-i Kisegítő Iskola homlokzata)

## Közgyűjtemények amelyekben alkotási megtalálhatóak
Magyar Nemzeti Galéria, Budapest • Savaria Múzeum, Szombathely • Herman Ottó Múzeum, Miskolc • Hódmezővásárhelyi Múzeum • Országos Színháztörténeti Múzeum és Intézet, Budapest

## Közgyűjteményekbe található alkotásai
- Öltözőben, 1960. – Magyar Nemzeti Galéria, olajtempera, vászon, 114 x 101 cm
- Zöld üveges csendélet, 1949-50. – Magyar Nemzeti Galéria, olaj, karton, 47 x 60,5 cm
- Ökörfejes csendélet, 1960. – Magyar Nemzeti Galéria, olaj, vászon, 100 x 74 cm
- Csendélet tükörrel, 1955 – Herman Ottó Múzeum, Miskolc, Olaj, vászon